# Adriaan van Zeebergh

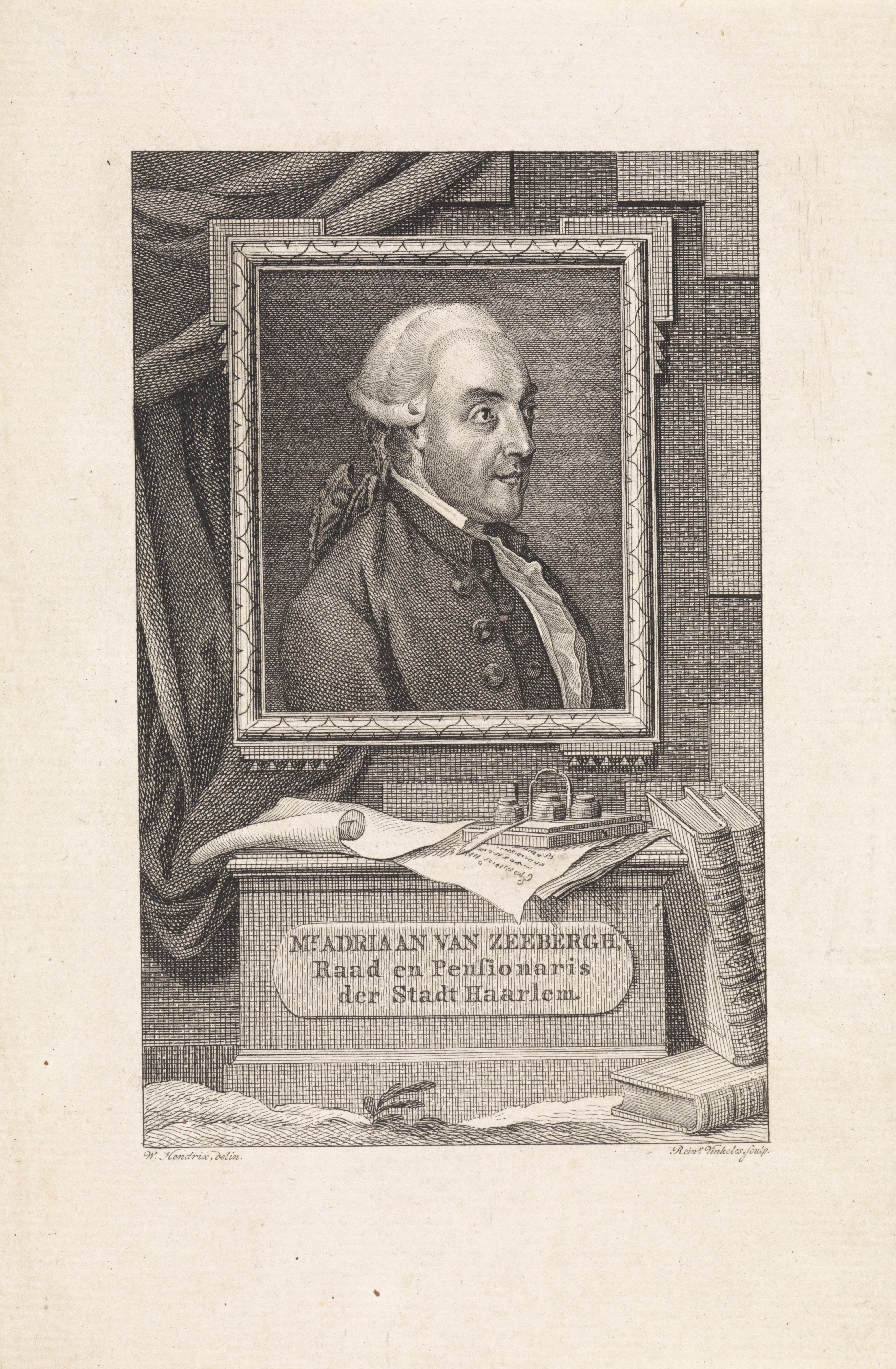
Portret van Adriaan van Zeebergh door Reinier Vinkeles.

Adriaan van Zeebergh (Gorinchem, 1746 – Haarlem, 1824) was een Nederlands jurist en politicus.
Hij studeerde rechten in Leiden, was negen jaar lang advocaat in Den Haag en werd vervolgens in 1773 pensionaris van de stad Haarlem. In de jaren 1780 sloot hij zich aan bij de Patriottenbeweging, reden waarom hij in 1787 werd afgezet.
Sinds 1780 was hij een van de directeuren van de Teylers-Stichting.